# Serra del Mill
La Serra del Mill és una serra situada al municipi d'Àger a la comarca de la Noguera, amb una elevació màxima de 879 metres.